# Musique de relaxation
Une musique de relaxation ou de méditation est une musique censée produire la détente de son auditeur. Elle est souvent utilisée pour aider à la méditation.

## Catégorie
La musique de relaxation tire parti d'autres genres musicaux plus vaste comme le new age, l'ambient, la musique minimaliste, la musique sacrée, les chants sacrés, la musique naturelle ou le classique qui n'ont pas pour seule vocation la relaxation ou la méditation.

## Usages
La musique de relaxation a plusieurs usages. Elle est à l'origine utilisée par certains fidèles pour la méditation. Elle est aussi utilisée pour la détente, par exemple, pour le confort de clients ou de patients. Ou encore comme aide à certains soins médicaux avec la musicothérapie.

### En musicothérapie
Selon des critères définis par les musicothérapeutes, la musique de relaxation ne doit pas éveiller d'émotion et surtout pas d'émotions désagréables. Elle ne comportera pas trop de variation d'intensité, de mélodie, ... car dans ces conditions elle stimulerait la vigilance, l'inverse de ce qui est recherché.
Normalement amener le cerveau en onde cérébrale de type alpha. Celle qui correspond à l'état sophroliminal.

### En relaxation
Utilisable durant la pratique de différentes techniques de relaxation (ex: sophrologie, yoga, massage ...).

## Principaux artistes de musique relaxante
- Dan Gibson, preneur de son canadien pour la collection d'album Dan Gibson's Solitudes
- Fabrice Tonnellier, compositeur, musicien arrangeur et pianiste français
- Fernand Deroussen, preneur de son français
- Georg Deuter, musicien new age allemand
- Jean-Marc Staehle, compositeur français de musique méditative
- Damien Dubois, pianiste et compositeur français (récompensé d'un music award à Hollywood en 2016)
- John Herberman, compositeur, musicien et pianiste avec Dan Gibson pour les albums Solitudes
- Kitarō, compositeur et musicien new age japonais
- Michel Pépé, compositeur et musicien français d'origine italienne
- Stephen Sicard, compositeur et musicien français créateur du concept artistique Logos
- Steven Halpern, musicien new age américain
- Vangelis, compositeur et musicien new age grec
- Yannick FIEUX,  compositeur et musicien français créateur des Formules Alchimiques